# Jizre'elija

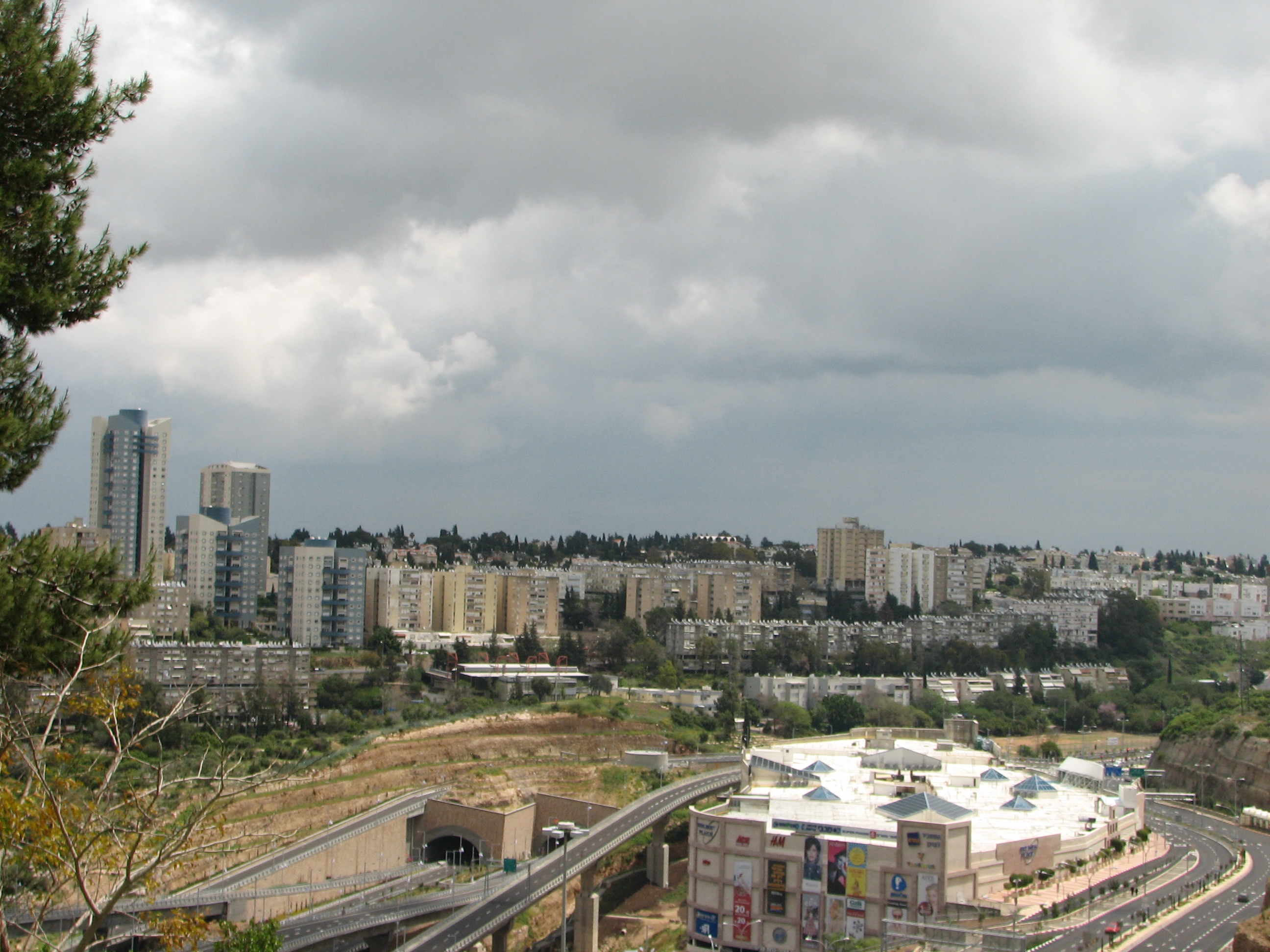
Zástavba ve čtvrti Jizre'elija, v popředí nákupní středisko Grand Kanjon a ústí Karmelských tunelů

Jizre'elija (hebrejsky: יזרעאליה) je čtvrť v jihovýchodní části Haify v Izraeli. Nachází se v administrativní oblasti Neve Ša'anan-Jizre'elija, v pohoří Karmel.

## Geografie
Leží v nadmořské výšce přes 150 metrů, cca 3 kilometry jihovýchodně od centra dolního města. Na východě a severu s ní sousedí čtvrť Neve Ša'anan, na jihu Ramat Sapir a Ramat Chen. Zaujímá polohu na svazích údolí vádí Nachal Giborim, v němž ústí Karmelské tunely. Hlavní dopravní osou je ulice Derech Simcha Golan. Populace je židovská, bez arabského prvku.

## Dějiny
Její výstavba začala v polovině 60. let 20. století jako volná součást čtvrti Neve Ša'anan. Rozkládá se na rozloze 0,63 kilometru čtverečního. V roce 2008 zde žilo 10 600 lidí, z toho 8 650 Židů.